# ويف دايل
ويف دايل (بالإنجليزية: wvdial)‏ هي أداه تساعد في إجراء اتصال بالإنترنت عبر المودم ، مرفقة في بعض توزيعات لينكس الهامة.